# Rhytachne glabra
Rhytachne glabra là một loài thực vật có hoa trong họ Hòa thảo. Loài này được (Gledhill) Clayton miêu tả khoa học đầu tiên năm 1969.